# Aphanogmus assimilis
Aphanogmus assimilis är en stekelart som beskrevs av Alan Parkhurst Dodd 1914. Aphanogmus assimilis ingår i släktet Aphanogmus och familjen pysslingsteklar. Inga underarter finns listade i Catalogue of Life.